# ألونسو ويلكوكس
ألونسو ويلكوكس (بالإنجليزية: Alonso Wilcox)‏ هو سياسي أمريكي، ولد في 18 مارس 1810، وتوفي في 26 مارس 1878. انتخب عضو جمعية ولاية ويسكونسن.